# Détective du bon Dieu
Pour plus de détails, voir Fiche technique et Distribution.
Détective du bon Dieu (Father Brown) est un film britannique de Robert Hamer, sorti en 1954. Le film est un remake partiel du film Father Brown, Detective (1934) de Edward Sedgwick, avec Walter Connolly, dont le scénario est également fondé en partie sur la nouvelle La Croix bleue de G. K. Chesterton.

## Synopsis
Le père Brown, un prêtre catholique, se voit confier la mission de soustraire une croix de grande valeur à la convoitise d'un voleur réputé. Or, l'ecclésiastique entend contrecarrer le vol, tout en sauvant l'âme du malfaiteur.

## Fiche technique
- Titre original : Father Brown
- Titre français : Détective du bon Dieu
- Titre américain : The Detective
- Réalisation : Robert Hamer
- Scénario : Robert Hamer, Thelma Schnee (en) et Maurice Rapf, d'après une histoire de Thelma Schnee, fondée sur les nouvelles de G. K. Chesterton.
- Décors : John Hawkesworth
- Costumes : Julia Squire
- Photographie : Harry Waxman
- Son : George Burgess, Len Bulkley
- Musique : Georges Auric
- Montage : Gordon Hales (en)
- Production : Paul Finder Moss
- Production associée : Vivian Cox
- Société de production : Facet Productions
- Société de distribution :  : Columbia Pictures
- Pays d'origine : Royaume-Uni
- Langue originale : anglais
- Format : Noir et blanc - 1,37:1 - Son mono - 35 mm
- Genre : Comédie policière
- Durée : 91 minutes
- Date de sortie :
  -  Royaume-Uni : 8 juin 1954
  -  France : 29 septembre 1954

## Distribution
- Alec Guinness : Père Brown
- Joan Greenwood : Lady Warren
- Peter Finch : Flambeau
- Cecil Parker : L'évêque
- Bernard Lee : Inspecteur Valentine
- Sid James : Bert Parkinson
- Gérard Oury : Inspecteur Dubois
- Ernest Clark (en) : Secrétaire de l'évêque
- Aubrey Woods (en) : Charlie
- John Salew (en) : Officier de police
- Sam Kydd (en) : Sergent de Scotland Yard
- John Horsley : Inspecteur Wilkins
- Jack McNaughton : Chef de gare
- Hugh Dempster (en) : Homme au chapeau melon
- Eugene Deckers : Officier de cavalerie
- Marne Maitland : Le Maharajah

## Adaptation
Dans son scénario, Thelma Schnee, pseudonyme de la psychologue et parapsychologue américaine Thelma Moss (1918-1997), mêle les intrigues de plusieurs nouvelles de G. K. Chesterton, tout en privilégiant la trame de La Croix bleue, la toute première nouvelle du cycle du père Brown.

## Commentaire
Le film, qui allie humour très britannique et éléments d'absurde, trouve en Alec Guinness un interprète idéal pour le père Brown. Une partie de l'intrigue se déroule en France. Lors du tournage, un petit garçon crut que l'acteur Alec Guinness était un vrai prêtre : ce fut une des causes de la conversion de l'acteur au catholicisme. Les critiques, tout en saluant l'interprétation de Guinness, furent partagés à la sortie du film qui recueillit des éloges, alors que des voix s'élèvent encore aujourd'hui pour considérer qu'il s'agit ici d'une « adaptation assez languissante » des nouvelles de Chesterton.

## Prix et distinction
- 1954 : Sélectionné en compétition officielle à la Mostra de Venise 1954 pour le Lion d'or.